# Freedom for the Thought That We Hate

La Primera Enmienda a la Constitución de Estados Unidos es parte de la Carta de Derechos de los Estados Unidos.

Freedom for the Thought That We Hate: A Biography of the First Amendment (Libertad para el pensamiento que odiamos: Una biografía de la Primera Enmienda) es un libro de no ficción publicado en 2007 por el periodista Anthony Lewis sobre la libertad de expresión, libertad de prensa, libertad intelectual, y la Primera Enmienda de la Constitución de Estados Unidos. El libro empieza citando la Primera Enmienda, la cual prohíbe al Congreso de EE. UU. crear legislación que limite la libertad de expresión o la libertad de prensa. Lewis sigue la pista a la evolución de las libertades civiles en los EE. UU. a través de acontecimientos históricos clave y proporciona una visión general de importantes precedentes legales por lo que respecta a la libertad de expresión, incluyendo las opiniones del Tribunal Supremo de los EE. UU. en Schenck vs. Estados Unidos (1919), Whitney vs. California (1927), Estados Unidos v. Schwimmer (1929), New York Times Co. vs. Sullivan (1964), y New York Times Co. vs. Estados Unidos (1971).
El título del libro se inspiró en el voto disidente del Juez asociado de la Corte Suprema de los Estados Unidos Oliver Wendell Holmes, Jr. en Estados Unidos v. Schwimmer. Holmes escribió que "si hay un principio de la Constitución que implore imperativamente un anexo, más que ningún otro, éste es el principio de libre pensamiento—no libre pensamiento para quienes están de acuerdo con nosotros, pero libertad para el pensamiento que odiamos." Lewis advierte al lector sobre el potencial que tiene el gobierno para aprovecharse, en periodos de miedo y revueltas en una sociedad Post 11S, para suprimir los derechos de libertad de expresión y crítica de los ciudadanos.
El libro fue recibido positivamente por la crítica, incluyendo Jeffrey Rosen en The New York Times, Richard H. Fallon en Harvard Magazine, Nat Hentoff, dos miembros del Círculo de Críticos Nacional del Libro y Kirkus Reviews. Jeremy Waldron comentó en el trabajo para The New York Review of Booksy criticó la postura de Lewis hacia la libertad de expresión con respecto a la incitación al odio. Waldron extendió su anterior crítica hasta convertirla en un capítulo de su libro The Harm in Hate Speech (2012). Lo que dio pie a un análisis crítico de ambos trabajos en The New York Review of Books en junio de 2012 por el exjuez de la Corte Suprema John Paul Stevens.

## Referencias

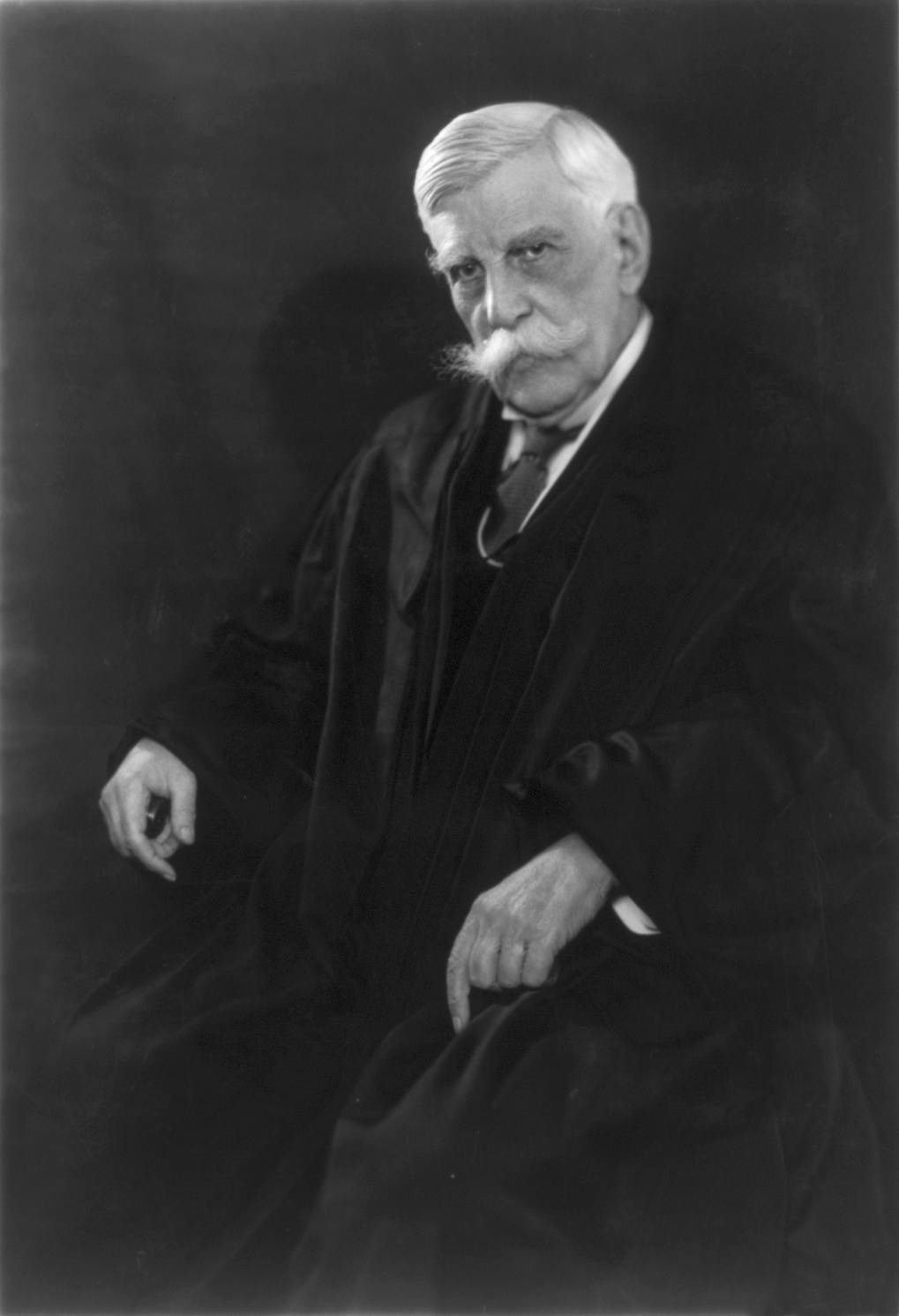
El título Freedom for the Thought That We Hate deriva de un pasaje de la disidencia de Oliver Wendell Holmes Jr. en Estados Unidos vs. Schwimmer (1929).

## Temas
El tema central del libro es una advertencia que, en tiempos de conflictos y miedo intensificado, sugiere el peligro potencial de represión y supresión de disidencia ejercida por aquellos que gobiernan y quieren limitar la libertad de expresión. En una entrevista con el autor, Deborah Solomon de la Revista de The New York Times escribió que la política americana ha utilizado frecuentemente el miedo para justificar represión. Lewis señaló a Solomon que, bajo el Acto de Espionaje de 1917 y el Acto de Sedición de 1918, los individuos que protestaron en contra de la decisión del Presidente Woodrow Wilson de enviar soldados a Rusia fueron juzgados y sentenciados a veinte años de cárcel. El autor explicó que su motivación a la hora de escribir el libro era reconocer las extensas libertades civiles en los EE. UU., que incluyen la libertad de expresión y la libertad de prensa. Identificó reducciones en libertades de ciudadanos a raíz de la acción gubernamental tomada después de los atentados del 11 de septiembre.
Freedom for the Thought That We Hate analiza la capacidad y libertad de los ciudadanos para criticar a su gobierno. Lewis afirma que los EE. UU. tiene el discurso más incondicional de cualquier nación. El profesor de ley Jeremy Waldron dio el ejemplo de su capacidad de criticar al presidente o llamar al vicepresidente y Secretario de Defensa delincuentes de guerra, sin miedo a represalias por parte de los cuerpos policiales debido a tales declaraciones. El libro contrasta las presentes libertades de expresión proporcionadas a los americanos con aquellas poseídas por los ciudadanos en siglos anteriores. El autor argumenta que el alcance de las libertades civiles de los EE. UU. ha aumentado con el tiempo a causa de un deseo de libertad estimado entre su gente como un valor integral. Lewis observa que en la aplicación contemporánea de la ley, los presidentes son tema de sátira y denuncia. Y nota que es improbable que un crítico ruidoso afrontara una posible pena de prisión solo por expresar tales críticas.

## Publicación y recepción

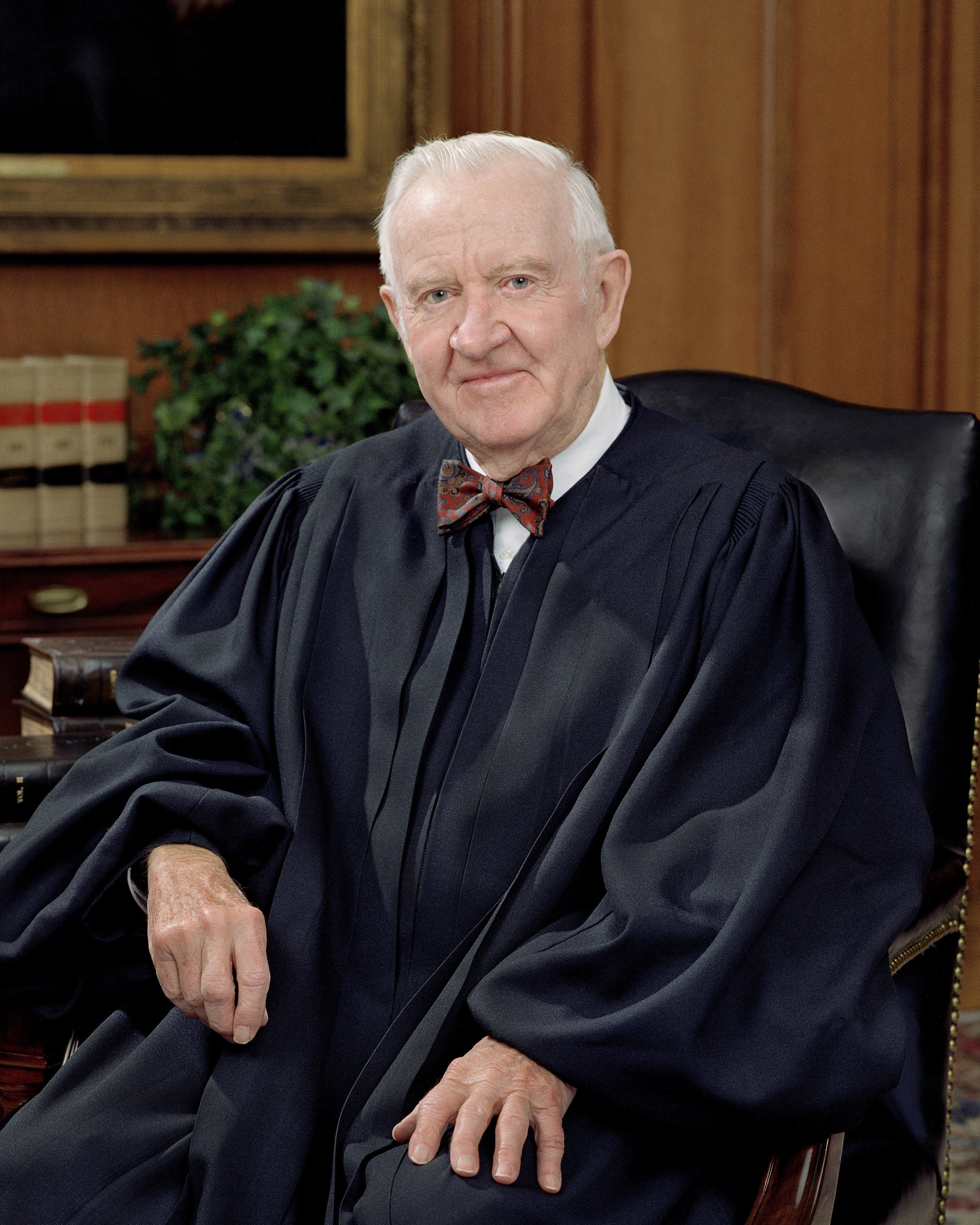
El anterior Juez de la Corte Suprema de los Estados Unidos John Paul Stevens Libertad analizó Freedom for the Thought That We Hate en una crítica para La Revisión de Nueva York de Libros.

Fue Basic Books, un miembro de Perseus Books Group, quien publicó en 2007 (Nueva York) Freedom for the Thought That We Hate por primera vez, con el subtítulo Una Biografía de la Primera Enmienda. Sólo para la segunda edición, en Nueva York y Londres en 2008, el subtítulo se simplificó a Cuentos de la Primera Enmienda. El subtítulo se volvió a cambiar al original para las ediciones restantes, incluyendo la edición de bolsillo en 2009 y la edición de letra grande en 2010. Se publicaron versiones electrónicas del libro para la primera, tercera y cuarta edición; se publicó un audiolibro con la segunda impresión, el cual se volvió a lanzar juntamente con la cuarta edición El libro también ha sido traducido al chino mandarín, y se publicó en Pekín en 2010.
El libro fue recibido positivamente por la crítica. Jeffrey Rosen, quién revisó el libro para The New York Times, se sorprendió al ver al autor alejarse del punto de vista libertario tradicional. Rosen señaló que Lewis no apoyó la protección absoluta de la confidencialidad entre los periodistas y sus fuentes anónimas, incluso en situaciones que implican actos criminales. Nat Hentoff describió al libro como un estudio absorbente y accesible de la Primera Enmienda.Kirkus Reviews consideró el libro como un informe cronológico excelente de la Primera Enmienda, la subsiguiente legislación, y la jurisprudencia.
Richard H. Fallon reseñó el libro para Harvard Magazine, y describió Freedom for the Thought That We Hate como una experiencia educativa clara y cautivadora sobre la legislación de la libertad de expresión de EE. UU. Fallon alabó la habilidad del autor para entretejer descripciones de acontecimientos históricos en un informe entretenido. Robyn Blumner del The St. Petersburg Times escribió que Lewis resumió con acierto el desarrollo de las protecciones de la libertad de expresión y de prensa en la Constitución de EE. UU. Blummer observó que el libro presentó con énfasis la admiración del autor por los jueces valientes que ayudaron a crear una interpretación de las protecciones que, amparadas por la Constitución de los Estados Unidos, respaldan los derechos de libertad de expresión y de prensa a modo de defensa contra la censura.
Bill Williams declaró en Hartford Courant, que el libro tendría que ser lectura obligatorio tanto para universitarios como para los estudiantes de secundaria. Anne Phillips escribió en su crítica para The News-Gazette que el libro es una concisa y bien-escrita descripción de los conflictos que el país afronta a la hora de forcejear con las nociones de libertad de expresión, libre discurso, y libertad de prensa. Chuck Leddy escribió en The Christian Science Monitor, que el autor ayuda a los lectores a comprender la importancia de la libertad de expresión en una democracia, especialmente en período de conflicto militar, que es cuando hay una mayor controversia sobre si son o no son apropiados la disidencia y el diálogo abierto.